# 21073 Darksky
21073 Darksky (tên chỉ định: 1991 RE) là một tiểu hành tinh vành đai chính. Nó được phát hiện bởi Robert H. McNaught ở Đài thiên văn Siding Spring ở Canberra, Australia, ngày 4 tháng 9 năm 1991. Nó được đặt theo tên Dark Sky Scotland, an astronomy education program in Scotland.